# Svarttjärnen (Härryda socken, Västergötland)
Svarttjärnen är en sjö i Härryda kommun i Västergötland och ingår i Kungsbackaåns huvudavrinningsområde.